# Críticas al negacionismo del Holocausto
La crítica al Negacionismo del Holocausto está dirigida contra personas que afirman que el genocidio de judíos durante la Segunda Guerra Mundial en el Holocausto no ocurrió de la manera o en la medida descrita por una erudición acreditada. Los elementos clave de dichos reclamos son el rechazo de cualquiera de los siguientes:
- Que el gobierno nazi tenía una política de atacar deliberadamente a personas de ascendencia judía para su exterminio como pueblo;
- Que entre cinco y siete millones de judíos fueron asesinados sistemáticamente por la Alemania nazi y sus aliados y colaboradores;
- Ese genocidio se llevó a cabo en los campos de exterminio utilizando herramientas de asesinato masivo, como cámaras de gas.[2][3]

Las metodologías de los Negacionistas del Holocausto han sido criticadas por basarse en una conclusión predeterminada que ignora la abrumadora evidencia histórica de lo contrario.

## Crítica de los Métodos utilizados por los Negacionistas del Holocausto
Los reclamos de los negacionistas se basan en investigaciones defectuosas, declaraciones sesgadas y, en algunos casos, pruebas deliberadamente falsificadas. Los tribunales de justicia también han rechazado los reclamos de los negacionistas del Holocausto (véase Fred A. Leuchter y David Irving) y se han aprobado leyes contra la negación del Holocausto en 14 países europeos. El Proyecto Nizkor, un grupo opuesto a los reclamos de la negación del Holocausto, analiza estas afirmaciones en los casos en que la evidencia utilizada por los negacionistas del Holocausto ha sido alterada o fabricada.

## Implicación de Hitler

### Política
Muchos historiadores, como Ian Kershaw, Raul Hilberg y Martin Broszat, aceptan que no existe ningún documento que demuestre que Hitler ordenó el Holocausto. Sin embargo, otra evidencia indica que Hitler sabía y ordenó el genocidio. Las declaraciones de Adolf Eichmann, Joseph Goebbels y Heinrich Himmler también indican que Hitler orquestó el Holocausto y las declaraciones del propio Hitler revelan sus intenciones genocidas hacia la judería.
En una carta fechada en 1919, Hitler menciona que un objetivo "inquebrantable" de un gobierno nacional fuerte debe ser "la eliminación de los judíos".
En Mein Kampf, Hitler argumentó que una guerra contra los judíos habría salvado a Alemania de perder la Primera Guerra Mundial:

Si al comienzo de la guerra y durante la guerra doce o quince mil de estos hebreos corruptores del pueblo hubiesen estado bajo el gas venenoso, como le sucedió a cientos de miles de nuestros mejores trabajadores alemanes en el campo, el sacrificio de millones en el frente no hubiera sido en vano.

Hitler declaró en su discurso al Reichstag el 30 de enero de 1939

Hoy quiero ser profeta una vez más: ¡Si el Judaísmo internacional logra hundir a las naciones en otra guerra mundial, el resultado no será la bolchevización de la tierra, y por lo tanto la victoria de los judíos, sino la destrucción de la raza judía en Europa!

En un discurso el 30 de enero de 1942, Hitler repitió su profecía de 1939:

... [L]a guerra no terminará como los judíos lo imaginan, es decir, con el desarraigo de los arios, pero el resultado de esta guerra será la completa aniquilación de los judíos. Ahora, por primera vez, no sangrarán a otras personas hasta la muerte, pero por primera vez se aplicará la antigua ley judía de ojo por ojo, diente por diente. Y - los judíos del mundo también pueden saber esto - cuanto más se extiendan estas batallas [de la guerra], más se extenderá el antisemitismo. Encontrará alimento en cada campo de prisioneros y en cada familia cuando descubra la razón última de los sacrificios que tiene que hacer. Y llegará la hora en que el enemigo universal más malvado de todos los tiempos habrá terminado, al menos durante mil años.

Durante la guerra, Goebbels a menudo publicaba artículos que incluían la profecía de Hitler de 1939, en 1943 publicó un artículo titulado "La guerra y los Judíos" que decía:

Ninguna de las palabras proféticas del Führer ha llegado tan inevitablemente como su predicción de que si los Judíos lograran provocar una Segunda Guerra Mundial, el resultado no sería la destrucción de la raza Aria, sino la eliminación de la raza judía. Este proceso es de gran importancia y tendrá consecuencias imprevisibles que requerirán tiempo. Pero ya no se puede detener. Solo debe guiarse en la dirección correcta.

En su testamento político, dictado el 29 de abril de 1945 justo un día antes de su suicidio, Hitler describe abiertamente ordenar el asesinato de los judíos europeos:

También he dejado muy claro que, si las naciones de Europa de nuevo deben ser consideradas como simples acciones para ser compradas y vendidas, por estos conspiradores internacionales en dinero y finanzas, entonces esa raza, el judaísmo, que es el verdadero criminal de esta lucha asesina, se cargará con la responsabilidad. Además, no dejé en duda que esta vez no solo millones de niños de los pueblos arios de Europa morirían de hambre, no solo millones de hombres adultos sufrirían la muerte, y no solo cientos de miles de mujeres y niños serían quemados y bombardeados hasta la muerte en las ciudades, sin que el verdadero criminal tenga que expiar esta culpabilidad, aunque sea por medios más humanos.

### Orden y responsabilidad
En un borrador de un memorándum interno, fechado el 18 de septiembre de 1942, el Reichsführer SS Heinrich Himmler escribió que "en principio, el tiempo del Führer ya no tiene que cargar con estos asuntos"; El memorando continúa esbozando la visión de Himmler, incluyendo "La entrega de elementos antisociales desde la ejecución de sus sentencias al Führer del Reich de las SS para ser ejecutados. Personas bajo arresto preventivo, judíos, gitanos, rusos y ucranianos, polacos con sentencias de más de 3 años, checos y alemanes con sentencias de más de 8 años según el juicio del Ministro de Justicia [Thierack]. En primer lugar, se entregarán los peores elementos antisociales de los que acabo de mencionar, Informaré al Fuhrer de esto a través del Reichsleiter Bormann".
Sin embargo, y en contraste con el programa de eutanasia T4, nunca se ha encontrado ningún documento escrito o firmado por Hitler que ordene el Holocausto. Los negacionistas han afirmado que esta falta de orden muestra que el genocidio no fue una política nazi.
Cuando David Irving demandó sin éxito a Deborah Lipstadt por difamación, consideró que un documento firmado por Hitler que ordenaba la 'Solución Final' sería la única prueba convincente de la responsabilidad de Hitler, aunque se limitó a acusar a Winston Churchill de haber ordenado el asesinato del General Sikorski. a pesar de no tener evidencia documental para apoyar esta afirmación. El Sr. juez Gray concluyó que este (Irving) era un doble moral.
Los historiadores han documentado evidencia de que a medida que la derrota de Alemania se hacía inminente y los líderes nazis se dieron cuenta de que muy probablemente serían capturados y llevados a juicio, se hicieron grandes esfuerzos para destruir toda evidencia de exterminio masivo. En la primavera de 1942, Heinrich Himmler ordenó que se eliminaran todos los rastros de judíos rusos y prisioneros de guerra asesinados de los territorios ocupados de la Unión Soviética. Como uno de muchos ejemplos, los cuerpos de los 25.000 judíos, en su mayoría letones, que Friedrich Jeckeln y los soldados bajo su mando habían tiroteado en Rumbula (cerca de Riga) a fines de 1941, fueron desenterrados y quemados en 1943.
A mediados de 1942, el SS-Obergruppenführer Reinhard Heydrich, a través del SS-Gruppenführer Heinrich Mueller, Jefe de la Gestapo, ordenó al SS-Standartenführer Paul Blobel en la Sonderaktion 1005 que eliminara todos los rastros de las ejecuciones masivas en el Este llevadas a cabo por los Einsatzgruppen. Después de que Blobel y su personal desarrollaron un proceso especial de incineración, a fines de 1942 se produjo la destrucción de pruebas en Belzec y Sobibor. En febrero de 1943, Heinrich Himmler visitó personalmente Treblinka y ordenó a los comandantes que destruyeran registros, crematorios y otros signos de exterminio masivo.
En el discurso de Posen, de octubre de 1943, como el del 4 de octubre, Himmler se refirió explícitamente al exterminio de los judíos de Europa y afirmó además que el genocidio debía mantenerse permanentemente en secreto:

También quiero referirme aquí muy francamente a un asunto muy difícil. Ahora podemos hablar abiertamente sobre esto entre nosotros, y sin embargo nunca discutiremos esto públicamente. Así como no dudábamos el 30 de junio de 1934, para cumplir con nuestro deber según lo ordenado y poner a los camaradas que habían fallado contra la pared y ejecutarlos, tampoco hablamos nunca de eso, ni hablamos de ello. Demos gracias a Dios porque teníamos suficiente fortaleza evidente para nunca discutirlo entre nosotros, y nunca hablamos de ello. Cada uno de nosotros estaba horrorizado y, sin embargo, todos entendieron claramente que lo haríamos la próxima vez, cuando se de la orden y cuando sea necesario. Ahora me refiero a la evacuación de los judíos, al exterminio del pueblo judío.

El historiador Peter Longerich afirma que Hitler "... evitó dar una orden clara y escrita para exterminar a los civiles judíos". Se suscitaron amplias protestas cuando la autorización de Hitler del programa T4 se hizo pública en Alemania, y como resultado se vio obligado a detenerlo (no obstante, continuó discretamente). Esto hizo que Hitler se diera cuenta de que tales compromisos deben hacerse en secreto para evitar críticas. Los críticos también señalan que si Hitler firmó tal orden en primer lugar, habría sido uno de los primeros documentos destruidos".
Felix Kersten escribió en sus memorias que después de una discusión con Himmler, el SS-Reichsführer reveló que el exterminio de los judíos era una orden expresa de Hitler y de hecho lo había delegado el Führer.

#### De acuerdo con los nazis
Muchas declaraciones de los nazis desde 1941 en adelante abordaron la inminente exterminación de los judíos.
En un borrador de un memorándum interno, fechado el 25 de octubre de 1941, Heinrich Himmler escribió:

A medida que los asuntos se mantienen, no hay objeciones contra la eliminación de aquellos judíos que no pueden trabajar, con el remedio de Brack.

Joseph Goebbels tuvo frecuentes discusiones con Hitler sobre el destino de los judíos, un tema que discutieron casi cada vez que se encontraron, y frecuentemente lo escribió en su diario personal. En su diario personal escribió:

14 de febrero de 1942: el Führer expresó una vez más su determinación de limpiar despiadadamente a los judíos en Europa. No debe haber sentimentalismo aprensivo al respecto. Los judíos han merecido la catástrofe que ahora los ha alcanzado. Su destrucción irá de la mano con la destrucción de nuestros enemigos. Debemos apresurar este proceso con fría crueldad.

27 de marzo de 1942: se está haciendo un juicio sobre los judíos que, si bien es bárbaro, es totalmente merecido por ellos. La profecía que el Führer hizo acerca de ellos por haber traído una nueva guerra mundial está empezando a hacerse realidad de la manera más terrible. Uno no debe ser sentimental en estos asuntos. Si no combatiéramos a los judíos, nos destruirían. Es una lucha a vida o muerte entre la raza aria y el bacilo judío.

En noviembre de 1941, Goebbels publicó un artículo "Los judíos tienen la culpa" que regresó a la profecía de Hitler de 1939 y declaró que los judíos del mundo sufrían un "proceso gradual de exterminio".
El 13 de marzo de 1945, Goebbels escribió en su diario que el "resto del mundo" debería seguir el ejemplo de Alemania en "destruir a los judíos", y escribió sobre cómo los judíos en Alemania en ese momento habían sido casi totalmente destruidos.
Este diario contiene muchas otras referencias al exterminio masivo de judíos, incluyendo cómo "se liquidan decenas de miles" en el territorio ocupado oriental, y que "cuanto mayor sea el número de judíos liquidados, más consolidada será la situación en Europa después de esta guerra". Cuando se habla de este documento bajo juramento, David Irving es citado diciendo "No hay referencia explícita... a la liquidación de judíos" y los críticos de la negación del Holocausto afirman que es deshonesto decir tal cosa cuando se contradice por completo, por el diario de uno de los socios más cercanos de Hitler. David Cole ha declarado anteriormente que aquellos que se consideran revisionistas aún no han proporcionado una explicación adecuada de este documento.
Cuando Himmler les preguntó por escrito si las órdenes para el exterminio de judíos fueron cuestionadas por escrito, Adolf Eichmann afirma:

Nunca vi una orden por escrito, Herr Hauptmann. Todo lo que sé es que Heydrich me dijo: "El Führer ha ordenado el exterminio físico de los judíos". Dijo eso tan claro y seguro como lo estoy repitiendo ahora.

Los críticos afirman que Eichmann da una explicación prácticamente idéntica de esto en sus memorias, y afirman que también se afirma que Eichmann nunca solicitó una orden escrita, sobre la base de que "el deseo de Hitler expresado a través de Himmler y Heydrich era lo suficientemente bueno para él". Las memorias de Eichmann fueron registradas por Willem Sassen antes de ser capturado, y el abogado de Eichmann trató de evitar que fueran presentadas como evidencia para evitar cualquier detrimento contra su caso.
En un discurso, David Irving declara que Heydrich le dijo a Eichmann, "El Führer ha dado la orden para la destrucción física de los judíos". Irving admite que esto contradice su opinión de que "Hitler no estuvo involucrado", pero lo explica sugiriendo que se puede interpretar un significado completamente diferente, es decir, "la extirpación del judaísmo" en oposición a la destrucción física de los judíos si uno cambia "solo una o dos palabras". Los críticos de este punto de vista afirman que los historiadores no deberían cambiar las palabras si sus documentos contradicen sus afirmaciones y, en consecuencia, señalar cinco casos en los que Eichmann afirma inequívocamente el "exterminio físico" durante su interrogatorio.
En una conferencia en 1941 sobre la cuestión judía, Alfred Rosenberg dijo:

Unos seis millones de judíos aún viven en el este, y esta cuestión solo puede resolverse mediante el exterminio biológico de toda la Judería en Europa. La cuestión judía solo se resolverá para Alemania cuando el último judío haya abandonado el territorio alemán, y para Europa cuando ni un solo judío se encuentre en el continente europeo hasta los Urales... Y para ello es necesario forzarlos más allá los Urales o de lo contrario provocan su erradicación.

### Conocimiento

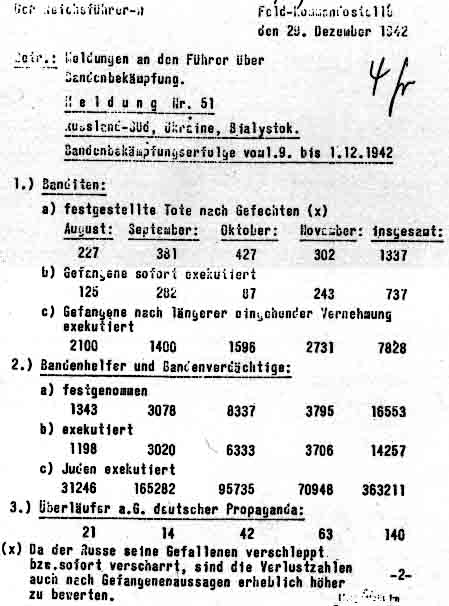
Informe a Hitler detallando las ejecuciones de prisioneros.

Congruente con la evidencia que muestra que Hitler fue responsable de la orden de matar judíos, también hay evidencia que muestra que se le hizo conocer el proceso. En diciembre de 1942 Hitler recibió un documento de Himmler titulado, "Informe al Führer sobre la lucha contra los partisanos", que establece que 363 211 judíos habían sido asesinados por el Einsatzgruppen entre agosto y noviembre de 1942. Este documento estaba marcado como "Mostrado al Führer".
Como señaló Peter Longerich, el jefe de la Gestapo, Heinrich Müller, envió un telegrama el 2 de agosto de 1941, ordenando que se enviara material "especialmente interesante" a Berlín porque "al Führer se le deberían presentar informes continuos sobre el trabajo de el Einsatzgruppen en el Este desde aquí". Debido a esto, los críticos de la negación del Holocausto rechazan la sugerencia de que Hitler perdió interés en el antisemitismo después de alcanzar el poder en 1933, encontrando "difícil de creer que un hombre que había perdido su antisemitismo estaba tan interesado en informes situacionales sobre los asesinatos de hombres, mujeres y niños judíos mientras participan en una guerra".

## Discurso de Himmler y elAusrottung
Los críticos de la negación del Holocausto afirman que Himmler desacreditó por completo la afirmación de los negacionistas de que no existía ningún plan nazi para exterminar a los judíos en un discurso pronunciado el 4 de octubre de 1943 en una reunión de oficiales de las SS en Poznań, donde dijo:
| Original | Traducido en inglés | Traducido en español |
| --- | --- | --- |
| Ich meine jetzt die "Judenevakuierung", die Ausrottung des jüdischen Volkes. Es gehört zu den Dingen, die man leicht ausspricht. – ‚Das jüdische Volk wird ausgerottet’, sagt ein jeder Parteigenosse‚ 'ganz klar, steht in unserem Programm, Ausschaltung der Juden, Ausrottung, machen wir.' | I am currently talking about the "evacuation of the Jews", the extermination of the Jewish people. It is one of those things that is easily said. 'The Jewish people are being exterminated,' every Party member says, 'perfectly clear, it's written in our program, elimination of the Jews, extermination, and we do that.' | Me refiero ahora a la "evacuación de judíos", el exterminio del pueblo judío. Es una de las cosas que es fácil de pronunciar. "El pueblo judío está siendo exterminado", dice uno de los miembros del partido, "por supuesto, está en nuestro programa, la eliminación de los judíos, el exterminio, y lo hacemos". |

Además del discurso de Poznań, los estudios han demostrado que la masa de los alemanes comunes en el momento sabía de la existencia de los campos de exterminio y de concentración:

Hitler exterminó a los judíos de Europa. Pero él no lo hizo solo. La tarea era tan enorme, compleja, lenta, exigente, mental y económicamente que requería los mejores esfuerzos de millones de alemanes... Todas las esferas de la vida en Alemania participaban activamente: hombres de negocios, policías, banqueros, médicos, abogados, soldados, ferrocarriles. y trabajadores de fábricas, químicos, farmacéuticos, capataces, gerentes de producción, economistas, fabricantes, joyeros, diplomáticos, funcionarios públicos, propagandistas, cineastas y estrellas de cine, profesores, maestros, políticos, alcaldes, miembros del partido, expertos en construcción, artesanos, arquitectos, propietarios, conserjes, camioneros, empleados, industriales, científicos, generales e incluso tenderos, todos ellos elementos esenciales de la maquinaria que lograron la solución final. - Konnilyn G. Feig

## Uso de cámaras de gas
Ha habido reclamos de negacionistas del Holocausto, de que las cámaras de gas que los historiadores de la corriente dominante creen que fueron para la masacre de civiles nunca existieron, sino más bien que las estructuras identificadas como cámaras de gas en realidad sirvieron para otros propósitos. Estos otros propósitos incluyen el almacenamiento de cadáveres, el despioje y la desinfección. A veces se usa un argumento similar que afirma que el gas no se usó para asesinar judíos y otras víctimas, y que muchas cámaras de gas también se construyeron después de la guerra solo para mostrarse. Un documento que corrobora esta teoría es el informe Leuchter de Fred A. Leuchter, un documento que afirma que solo se encontraron rastros de cianuro cuando se examinó muestras tomadas de una de las cámaras de gas de Auschwitz en 1988. Esto se cita a menudo como evidencia de que el gas no era utilizado en las cámaras, ya que no quedan rastros. A pesar de la dificultad de encontrar rastros de este material, 50 años más tarde, en febrero de 1990, el profesor Jan Markiewicz, director del Instituto de Investigación Forense de Cracovia, rehízo el análisis. Markiewicz y su equipo utilizaron técnicas de microdifusión para detectar el cianuro en muestras de las cámaras de gas sospechosas, de las cámaras de despiojamiento y de las áreas de control en otras partes de Auschwitz. Las muestras de control arrojaron resultados negativos, mientras que el residuo de cianuro se encontró en altas concentraciones en las cámaras de desinfección y concentraciones más bajas en las cámaras de gas homicidas. Esto es consistente con las cantidades requeridas para matar piojos y humanos.
La búsqueda de cianuro en los ladrillos de los edificios que se decía que eran cámaras de gas era importante, porque el pesticida Zyklon B generaría dicho residuo. Este fue el gas más frecuentemente citado como el instrumento de muerte para los prisioneros en las cámaras de gas, respaldado tanto por el testimonio como por la evidencia recogida de la política Nazi.

Otra afirmación hecha por los negadores del Holocausto es que no había respiraderos especialmente construidos en las cámaras de gas a través de los cuales se podía liberar Zyklon B. La BBC ofrece una respuesta que muestra que esto requiere que no se tenga en cuenta mucha documentación:
Los negacionistas han dicho durante años que falta evidencia física porque no han visto agujeros en el techo de la cámara de gas de Birkenau donde se vertió el Zyklon. (En algunas de las cámaras de gas se vertió el Zyklon B a través del techo, mientras que otros fueron arrojados por las ventanas). El techo fue dinamitado al final de la guerra, y hoy yace roto en pedazos, pero tres de los cuatro agujeros originales fueron identificados positivamente en un documento reciente. Su ubicación en el concreto coincide con testimonios de testigos oculares, fotografías aéreas de 1944 y una foto de suelo de 1943. La evidencia física muestra inequívocamente que los agujeros del Zyklon fueron arrojados al concreto cuando se construyó el edificio.

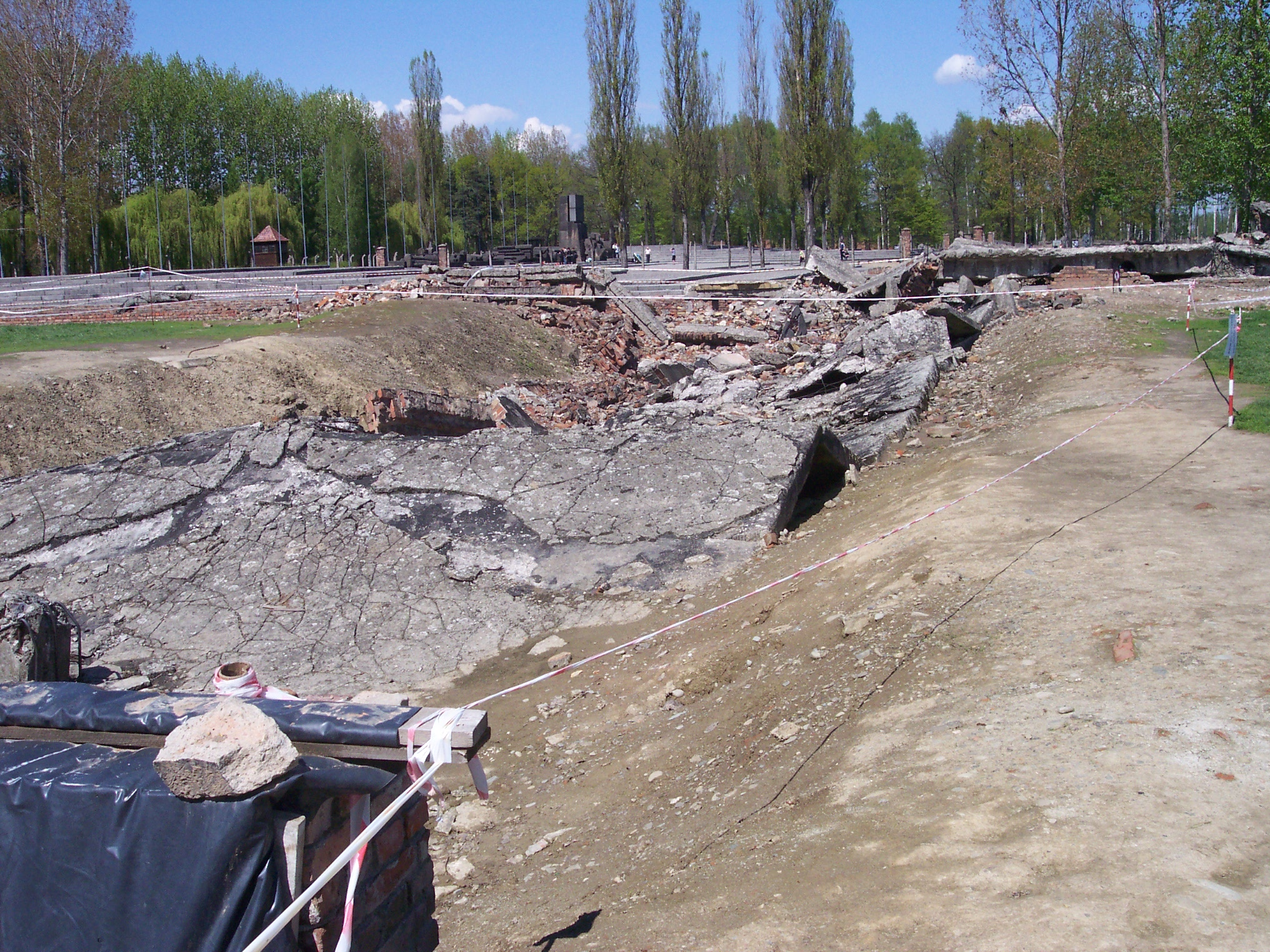
Las ruinas de la cámara de gas Crematorio II en Auschwitz-Birkenau.

El investigador del Holocausto, Robert Jan van Pelt ha desestimado el comentario de Leuchter de que el campamento estaba "intacto", como una tontería, y explica que la ausencia de la mayoría de los posibles escombros de los crematorios se debe a que la población local polaca regresaba al área después la guerra, reconstruyendo granjas al oeste con ladrillos rescatados de los escombros en el área del campamento, incluidos los crematorios de Birkenau.
Otra evidencia que los negacioniss del Holocausto frecuentemente cuestionan es qué pasó con la ceniza después de que los cuerpos fueron cremados. La cantidad de ceniza producida en la cremación de una persona se trata de una caja de zapatos llena, si se hace en un crematorio adecuado. Sin embargo, testimonios de testigos oculares documentados por La destrucción de los judíos europeos de Hilberg describen el proceso de combustión utilizado en Treblinka, Sobibor y Belzec que se llevó a cabo en múltiples parrillas al aire libre donde se quemaron montones de cuerpos en la parte superior de barras de metal. Estas parrillas fueron operadas quemando pilas de madera debajo. Ha sido cuestionado por los negacionistas del Holocausto, si hubiera sido posible quemar cientos de miles de cadáveres usando el método documentado por Hilberg, especialmente cuando la baja eficiencia de dicho proceso de combustión, las altas cantidades de madera requeridas y las condiciones meteorológicas a menudo ventosas de los campamentos, serían tomadas en cuenta.[cita requerida]
La cremación al aire libre en los campos de exterminio de Reinhard (Treblinka, Sobibor y Belzec) fue discutida en Núremberg el 7 de abril de 1946 por Georg Konrad Morgen, juez y abogado de las SS que investigó los crímenes cometidos en los campos de concentración nazis. Dijo: "Todo fue como una cadena de montaje. En la última parada llegaron a una gran sala y se les dijo que era el baño. Cuando entró el último, las puertas se cerraron y se dejó entrar el gas en el cuarto. En cuanto se produjo la muerte en (sic), se pusieron en marcha los ventiladores, cuando el aire era respirable, se abrieron las puertas y los trabajadores judíos sacaron los cuerpos. Por medio de un proceso especial que Wirth había inventado, fueron quemados al aire libre sin el uso de combustible ".
Existe evidencia bien documentada de que se usaron otras cenizas como fertilizante en los campos cercanos. Las fotografías de Treblinka tomadas por el comandante del campamento muestran lo que parecen ser pilas de cenizas distribuidas por palas de vapor.

Otro argumento utilizado por los negacionistas del Holocausto es que el testimonio sobre las cámaras de gas no es confiable. El Institute for Historical Review es una de las organizaciones que hacen esta afirmación. En las palabras del IHR:
Höss dijo en su confesión que sus hombres fumarían cigarrillos mientras sacaban a los judíos muertos de las cámaras de gas diez minutos después de gasear. ¿No es explosivo el Zyklon-B? Muy bien. La confesión de Höss es obviamente falsa.
El Proyecto Nizkor y otras fuentes han declarado que la concentración mínima de Zyklon-B para ser explosivo es de 56,000 partes por millón, mientras que la cantidad utilizada para matar a un humano es 300 partes por millón, como se evidencia en "The Merck Index" y el "CRC Handbook of Chemistry and Physics". De hecho, la propia documentación de los nazis indicaba "Peligro de explosión: 75 gramos de HCN en 1 m cúbico de aire. La aplicación normal es de aproximadamente 8-10 gramos por metro cúbico, por lo tanto no es explosivo".
El Institute for Historical Review ofreció públicamente una recompensa de $ 50,000 por "prueba comprobable de que existían cámaras de gas con el propósito de matar seres humanos en Auschwitz". Mel Mermelstein, un sobreviviente de Auschwitz, presentó su propio testimonio como prueba pero fue ignorado. Luego demandó al IHR en los Estados Unidos y el caso fue resuelto posteriormente por $ 50 000, más $ 40 000 en daños y perjuicios por sufrimiento personal. El tribunal declaró que la declaración de que "los judíos fueron gaseados hasta la muerte en el campo de concentración de Auschwitz en Polonia durante el verano de 1944" era un hecho.

## Número de víctimas

### Seis millones
La cifra de "seis millones" (que se refiere solo a las víctimas judías, y es mayor cuando se cuentan los otros grupos étnicos, religiosos y minoritarios destinados a la extinción) a menudo se minimiza con una cifra de solo 1 millón de muertes o solo 300,000 muertes. Por el contrario, la gran mayoría de los académicos, instituciones e incluso funcionarios nazis calculan que entre cinco y seis millones de judíos perecieron durante el Holocausto, mientras que algunos afirman que el número podría ser aún mayor. Con más de 3 millones de nombres de víctimas judías recogidos por Yad Vashem, numerosos documentos y archivos descubiertos después de la guerra dieron relatos meticulosos de los exterminios que tuvieron lugar en los campos de exterminio (como Auschwitz y Treblinka).
El proyecto Nizkor llevó a cabo una investigación exhaustiva sobre este reclamo también, y encontró que el número de muertes judías era de al menos 5.65 millones.[¿quién?][¿quién?]
Los negacionistas afirman que estos documentos se basan en la propaganda soviética, principalmente del Comité Judío Antifascista de Ilyá Ehrenburg, y por lo tanto no son confiables. Para complicar el asunto, se han informado varios casos en los que se afirma que se exageraron los porcentajes de muertes en determinados campos de exterminio. Estas afirmaciones varían en verificabilidad y objetividad. Un ejemplo muy citado de disputar el peaje es el "Documento de Breitbard" (en realidad, un documento de Aaron Breitbart), que describe una placa conmemorativa en Auschwitz a las víctimas que murieron allí, que dicen: Cuatro millones de personas sufrieron y murieron aquí en el manos de los asesinos nazis entre los años 1940 y 1945. En 1990, una nueva placa reemplazó a la anterior. Ahora dice: Que este lugar donde los nazis asesinaron a 1.500.000 hombres, mujeres y niños, la mayoría de ellos judíos de diversos países europeos, sea para siempre un grito de desesperación y de advertencia para la humanidad. Los números más bajos se deben al hecho de que los soviéticos "exageraron deliberadamente el número de víctimas no judías en Auschwitz-Birkenau", según el Centro Simon Wiesenthal. Los que niegan el Holocausto insisten en que el número de judíos asesinados disminuya en al menos 2,5 millones. Sin embargo, la historia nunca fue utilizada como una fuente histórica exacta por los historiadores de la corriente principal. Ya en la década de 1950, Raul Hillberg estimó 1.1 millones de muertes judías en Auschwitz.

#### Cuentas previas a la guerra de seis millones de judíos que enfrentan amenazas de exterminio
Los negadores del Holocausto argumentan que las múltiples afirmaciones previas a la Segunda Guerra Mundial de precisamente seis millones de judíos que enfrentan el exterminio, como el anterior artículo de 1919 del gobernador de Nueva York, Martin Glynn titulado: ¡La Crucifixión de los Judíos se debe Detener!, sugieren que el número de muertos es inexacto y fue inventado para adaptarse a la propaganda. El historiador Robert N. Proctor ha criticado tales afirmaciones afirmando que "[esta] rareza ha sido explotada por los negacionistas del Holocausto, pero es simplemente una coincidencia notable y nada más".

### Comité Internacional de la Cruz Roja
Los negadores del Holocausto tergiversan y omiten la información contenida en los informes del CICR que contradicen sus afirmaciones. Los críticos argumentan que Richard Harwood en su "Did Six Million Really Die?". Un panfleto solo puede afirmar que el CICR no ha encontrado evidencia de una política para exterminar a los judíos ignorando secciones clave del informe de 1948, donde el CICR declara explícitamente que el exterminio sistemático de judíos fue una política nazi.
Harwood cuestionó la noción de que las cámaras de gas homicidas estaban disfrazadas de duchas al citar referencias en el informe donde los funcionarios del CICR inspeccionaban las instalaciones de baño. Utilizó sus respuestas para argumentar que las duchas funcionaban como duchas y que no formaban parte de una instalación asesina. Sin embargo, esto se considera una tergiversación por parte de los críticos, ya que el pasaje citado por Harwood se refiere a campos aliados para civiles en Egipto y, por lo tanto, no tuvo nada que ver con los campos de concentración nazis.
Harwood también afirmó que Die Tat, un periódico sensacionalista suizo, publicó estadísticas que concluían que el número de personas que murieron en las cárceles y campos nazis de 1939 a 1945 según las estadísticas del CICR era "300,000, no todos judíos". La edición del 19 de enero de 1955 de Die Tat realmente dio una cifra de 300,000, pero esto fue solo en referencia a "alemanes y judíos alemanes" y no a nacionales de otros países. En el boletín oficial de 1978, titulado "Propaganda falsa", el CICR denunció la negación del Holocausto y confirmó que la agencia "Nunca publicó, ni compiló, estadísticas de este tipo que se le atribuyen falsamente" y afirmó que su misión era "ayudar a las víctimas de la guerra, no contarlas", y cuestionaron cómo hubiesen podido obtener tales estadísticas si hubieran querido, dado que "solo pudieron ingresar a unos pocos campos de concentración... en los últimos días de la guerra". La agencia declara que las cifras utilizadas son "el número de muertes registradas por el Servicio Internacional de Búsqueda sobre la base de documentos encontrados cuando los campamentos fueron cerrados", y en consecuencia no guardan relación con el total de muertes, ya que los nazis destruyeron mucha documentación. y que muchas muertes ocurrieron en campamentos donde los presos generalmente no estaban registrados. El CICR considera esta tergiversación como "propaganda", y debido a que estas afirmaciones sobre el CICR fueron utilizadas para la defensa de Ernst Zündel en su juicio de 1985, los críticos afirman que a pesar de los intentos de la agencia de demostrar la verdad, los negadores del Holocausto han seguido confiando en desinformación basada en el CICR. Los archivos del Servicio Internacional de Búsqueda (ubicado en Bad Arolsen) que responden a dicha tergiversación se pueden encontrar aquí.
En 1979, el CICR declaró por segunda vez que "nunca intentó compilar estadísticas sobre las víctimas de la guerra", ni "certificó la exactitud de las estadísticas producidas por un tercero", y afirmó que los autores de ese material "falsificado", ambos sostienen que el documento proviene del CICR y se refiere exclusivamente a los judíos.
Además de en la correspondencia personal, el CICR también ha abordado esta tergiversación por otros medios. En 1975, el CICR escribió a la Junta de Diputados de Judíos británicos en Londres sobre las citas de Harwood, declarando:

Las cifras citadas por el autor del folleto se basan en estadísticas que se nos atribuyen falsamente, evidentemente con el propósito de darles credibilidad, a pesar de que nunca publicamos información de este tipo.
Comité International de la Croix-Rouge, a Jacob Gerwitz, 22 de agosto de 1975.
Françoise Perret

#### Baseler Nachrichten
De manera similar, Harwood escribió que la edición del 4 de junio de 1946 de Baseler Nachrichten, otro periódico suizo, informó que "un máximo de un millón y medio de judíos podría ser contado como víctimas". Harwood no menciona que un artículo posterior en una edición posterior del periódico reconoce que el artículo anterior era incorrecto, y 5 800 000 era un número exacto de víctimas. Los críticos citan esto como un ejemplo de negacionistas que usan información parcial para distorsionar fuentes legítimas.

### Población judía
Un argumento de negación del Holocausto es la comparación de la población de judíos antes y después del Holocausto. Afirman que el Almanaque Mundial de 1940 da a la población judía mundial como 15 319 359, mientras que el Almanaque Mundial de 1948 da al mundo población judía como 15 713 638. Por lo tanto, afirman que las cifras son incorrectas, o que el Holocausto, es decir, la muerte de millones de judíos, no puede haber ocurrido en ningún grado similar a los 6 millones reclamados. Kenneth McVay escribe:
Solo en 1949 se emplearon las estimaciones de posguerra, las cifras proporcionadas corresponden a las estimaciones hechas en 1948. Un año o dos de retraso parece ser comunes para varias otras estimaciones de población dadas por el Almanaque Mundial. La diferencia entre las cifras de 1938 y 1948 es, por lo tanto, de 4 481 491. Sin embargo, en 1949, el Almanaque Mundial da una población revisada de 1939, de 16 643 120, con una diferencia de 5 376 520 entre 1938 y 1947. No se cita la población extra entre 1938 y 1939, aunque se podría especular que se basó en las estimaciones nazis hechas en 1942 para la Conferencia de Wannsee. A pesar de la aparente exactitud de los números enumerados, el Almanaque Mundial advierte que todos los números indicados son estimaciones.
Otras fuentes confirman cifras similares, y antes del World Almanac de 1949, para la población judía antes y después de la guerra. El Anuario Judío Americano de 1932 estima el número total de judíos en el mundo en 15,192,218, de los cuales 9,418,248 residían en Europa. Sin embargo, el anuario de 1947 dice: "Las estimaciones de la población judía mundial han sido reunidas por el Comité de Distribución Conjunta Judío Estadounidense (excepto Estados Unidos y Canadá) y son probablemente las más auténticas disponibles en la actualidad. Las cifras revelan que el la población judía total del mundo ha disminuido en un tercio, de unos 16.600.000 en 1939 a aproximadamente 11.000.000 en 1946 como resultado de la aniquilación por parte de los nazis de más de cinco millones y medio de judíos europeos. En Europa solo se estima que quedan 3.642.000 de la población total judía antes de la guerra de aproximadamente 9.740.000 ". Estas cifras también son consistentes con los hallazgos del Comité Angloamericano de Investigación,  Apéndice III, en 1946.

### Documentación nazi

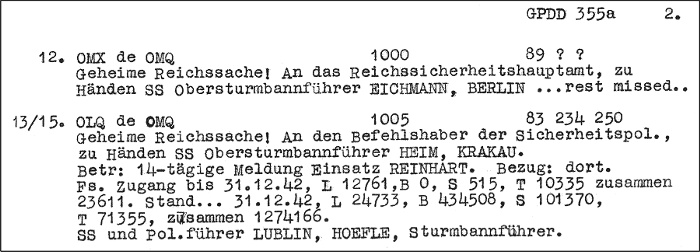
El Telegrama Höfle.

Los nazis usaron cifras de entre 9 y 11 millones para la población judía de Europa, como se evidencia en las notas de la Conferencia de Wannsee. De hecho, los nazis registraron metódicamente la reducción continua de la población judía, como en el Informe Korherr, que dio el estado de la Solución Final hasta diciembre de 1942. El Telegrama Höfle fue enviado por SS-Sturmbannführer Hermann Höfle el 11 de enero de 1943 a SS-Obersturmbannführer Adolf Eichmann en Berlín y detalló el número de muertes de judíos en los campos de concentración. Tan solo en el año 1942, el telegrama enumera que 1.274.166 judíos fueron exterminados en los cuatro campos de la Aktion Reinhard. El Informe Korherr compilado por un estadístico de las SS dio un total conservado de 2 454 000 judíos deportados a campos de exterminio o asesinados por los Einsatzgruppen. Los informes de estado completos de los escuadrones de la muerte de Einsatzgruppen se encontraron en los archivos de la Gestapo cuando fueron registrados por el ejército de EE. UU. Y la exactitud atestiguada por los antiguos miembros de Einsatzgruppen que testificaron durante los juicios por crímenes de guerra y en otros momentos. Solo estos informes enumeran más de 1 500 000 asesinatos durante fusilamientos masivos, la gran mayoría de estas víctimas eran judíos. Además, la documentación nazi sobreviviente detalla sus planes para asesinar a los judíos de Europa (véase la Conferencia de Wannsee), registra los trenes que llegan a varios campos de exterminio e incluye fotografías y películas de muchas atrocidades.

### Testimonios
Hay cantidades voluminosas de testimonios de miles de sobrevivientes del Holocausto, así como el testimonio de oficiales nazis capturados en los Juicios de Nuremberg y en otros momentos. Los que niegan el Holocausto desconocen el testimonio de los oficiales que afirman que estos testigos fueron torturados o que Rudolf Höss supuestamente firmó una confesión escrita en un idioma que no entendía (el idioma inglés) o que el Juicio de Nuremberg no siguió los procedimientos judiciales adecuados. Sin embargo, el testimonio de Höss no consistió simplemente en una confesión firmada; Mientras estaba en la cárcel, también escribió dos volúmenes de memorias y dio un extenso testimonio fuera de los juicios de Nuremberg. Además, su testimonio concuerda con el de otros relatos escritos contemporáneos escritos por funcionarios de Auschwitz, como Pery Broad, un hombre de las SS destacado en Auschwitz, mientras que Höss era el comandante y el diario del médico de las SS en Auschwitz Johann Kremer, así como el testimonio de cientos de guardias de campo y víctimas. Además, el antiguo personal de las SS ha criticado la negación del Holocausto. El Oberscharführer de las SS Josef Klehr ha dicho que cualquiera que sostenga que nadie fue asesinado en Auschwitz debe estar "loco o equivocado". El SS-Unterscharführer Oswald Kaduk ha declarado que no considera a aquellos que se mantienen algo así como personas normales. La audiencia sobre la negación del Holocausto obligó al antiguo SS-Rottenführer Oskar Gröning a hablar públicamente sobre lo que presenció en Auschwitz, y denunciar a los negacionistas del Holocausto, afirmando:

Me gustaría que me creas. Vi las cámaras de gas. Vi los crematorios. Vi los fuegos abiertos. Estaba en la rampa cuando tuvieron lugar las selecciones. Me gustaría que creas que estas atrocidades sucedieron porque yo estaba allí.

Los Sonderkommandos proporcionan otra pieza clave de los testimonios. Hubo prisioneros judíos que ayudaron a llevar a los judíos a las cámaras de gas y luego arrastraron los cuerpos a los crematorios. Dado que fueron testigos de todo el proceso, su testimonio es vital para confirmar que las cámaras de gas se utilizaron con fines asesinos y la escala a la que se utilizaron.
Otros testimonios clave provienen de supervivientes no judíos de los campos, como André Rogerie, miembro de la Resistencia Católica Francesa, que estuvo recluido en siete campos diferentes y que, como miembro de la Resistencia, no fue blanco de exterminio sino de trabajos forzados y sobrevivió. Después de la guerra, Rogerie escribió y testificó extensamente sobre sus experiencias en los campos, incluido Auschwitz-Birkenau, donde vio y realizó el boceto contemporáneo más antiguo de un crematorio del campo.

## Negacionismo como antisemitismo
El negacionismo del Holocausto generalmente se considera antisemita. Walter Reich, profesor de asuntos internacionales en la Universidad George Washington y exdirector del Museo Conmemorativo del Holocausto de los Estados Unidos, declaró: "La principal motivación de la mayoría de los negacionistas es el antisemitismo". La Enciclopedia del Genocidio y Crímenes contra la Humanidad describe la negación del Holocausto como "una nueva forma de antisemitismo, pero que depende de motivos milenarios". Según la Liga Antidifamación, "la negación del Holocausto es una forma contemporánea de la clásica doctrina antisemita de la conspiración judía del mundo malvada, manipuladora y amenazante". La historiadora francesa Valérie Igounet escribió: "La negación del Holocausto es un conveniente sustituto polémico del antisemitismo". En 2005, el Observatorio Europeo del Racismo y la Xenofobia publicó una definición operativa de antisemitismo que incluía "negar el hecho, el alcance, los mecanismos (por ejemplo, cámaras de gas) o la intencionalidad del genocidio del pueblo judío a manos de la Alemania nacionalsocialista y su partidarios y cómplices durante la Segunda Guerra Mundial (el Holocausto)".